# 南出来島町
南出来島町（みなみできじまちょう）は、徳島県徳島市の町名。内町地区に属している。南出来島町一丁目から南出来島町二丁目までがある。
郵便番号は〒770-0824。

## 統計
2009年12月。徳島市の調査より。
- 人口：183人
- 世帯数：82世帯

## 地理
徳島市の中央駅徳島駅の西方、内町地区の西端に位置する。出来島の中では南半を占める。東部が1丁目、西部が2丁目である。
南縁は新町川に面し、2本の橋で対岸と通じている。新町川沿いは新町川公園となっている。北縁は高徳線で、東端の踏切と西端近くの立体交差でのみ越えられる。つまり、出来島の町は高徳線で分断されており、その南側が南出来島町である。
中央を国道192号が通っており、佐古大橋を通って佐古一番町に通じている。道沿いには大型店舗などが並ぶ。

## 歴史
江戸時代には、出来島一帯は武家地だった。現在の南出来島町の東には寺島（現在の徳島駅前方面）との間に寺島川が流れ、出来島橋（現在の国道192号の交差点付近にあり、昭和の出来島橋とは別）で寺島と結ばれていた。出来島橋は明治になると、ここから大滝山（現 眉山町大滝山）の白糸の滝が見えることから「滝見橋」と呼ばれた。この橋は明治になるまで、出来島に架かる唯一の橋だった。
明治になると、川の水運を利用した工場が建つようになった。1876年以前に仁心橋が架かり、たもとから寺島川河口にかけての石場（地名、現 新町川公園）には商家が並んだ。さらに、現存しないが、1924年に北佐古橋（現在の佐古大橋東詰の一筋北の道と佐古大橋西詰を結ぶ）、1945年に出来島橋（佐古南端との間を結ぶ）が架かった。
1953年の国民体育大会に合わせ、国道192号が敷かれ、佐古大橋が架けられた（北佐古橋は同時に、出来島橋はまもなく撤去）。
明治以降の町割では、出来島町の一部で、小字では東から
- 西土手外 - 河岸近くを通る道より川側
- 土手町北 - 中央部分
- 本丁東 - おおよそ仁心橋から北に伸びる道より東

の、それぞれ現高徳線より南部分だった（当時は現高徳線で町が分かれておらず町はその南北に伸びていた）。1941年より現在の町名となった。1975年に東出来島町の一部を編入。

### 地形
- 河川：新町川

## 施設
- 新町川公園 - 1～2丁目
- ユニクロ徳島出来島店 - 1丁目
- ホテルサンシャイン徳島 - 2丁目

## 交通

### 道路
- 一般国道
  - 国道192号

### バス
- 徳島バス
  - 南出来島

### 橋
- 仁心橋 - 1丁目から新町川を越え西船場町へ。
- 佐古大橋 - 2丁目から新町川を越え佐古へ。国道192号が通る。